# Scheibbs
Scheibbs est une commune autrichienne du district de Scheibbs en Basse-Autriche.

## Jumelages
- Rutesheim (Allemagne) depuis 1972